# Isla Fisher
Isla Fisher (n. 3 februarie 1976, Muscat, Oman) este o actriță și autoare cu origini scoțiene și australiene.

## Biografie
S-a născut pe 3 februarie 1976 în Oman, având ambii părinți scoțieni. Tatăl său, Brian, era bancher la Națiunile Unite, care l-a trimis în Oman, iar întreaga familie a trebuit să îl urmeze atunci când a fost nevoit să își mute reședința. Numele i-a fost dat după insula scoțiană Islay și mai are încă patru frați. Încă din școală și-a dezvăluit pasiunea pentru teatru, atunci când a jucat în trupele de la liceul de fete, acolo unde și-a făcut studiile. Încă de la nouă ani a apărut în reclame care au fost difuzate la televiziunea australiană, deci s-a acomodat cu camera încă de mică. A câștigat apoi roluri în serialele celebre pentru copii Bay City și Paradise Beach. A debutat în film la televiziunea publică australiană, în soap-opera Paradise Beach. A urmat tot un soap-opera, Home and Away. La vârsta de 21 de ani a studiat la L'École Internationale de Théâtre Jacques Lecoq din Paris, unde a învățat pantomimă, clown și comedia dell'arte. Și și-a definitivat studiile în pantomimă și la Londra. Încă de atunci este cunoscută pentru rolurile de comedie pe care le-a făcut, în filme precum Wedding Crashers în 2005, Hot Rod în 2007, Definitely, Maybe în 2008 sau Confessions of a Shopaholic din anul 2009.  Întreaga familie s-a mutat însă în scurt timp la Perth, în vestul Australiei.  La vârsta de 18 ani, cu ajutorul mamei sale, a publicat două romane, Bewitched și Seduced by Fame. Din 1994 și până în 1997 a jucat în serialul de televiziune Home and Away, în rolul lui Shannon Reed. În 1996 a fost nominalizată la Premiul pentru Cea mai populară actriță pentru acest rol.

## Filmografie

### Film
| An   | Titlu                       | Rol                | Note         |
| ---- | --------------------------- | ------------------ | ------------ |
| 1997 | Bum Magnet                  | Emma               | Scurtmetraj  |
| 1998 | Furnished Room              | Jennie             | Scurtmetraj  |
| 2000 | Out of Depth                | Australian Girl #1 |              |
| 2001 | Swimming Pool               | Kim                |              |
| 2002 | Dog Days                    | Bianca             |              |
| 2002 | Scooby-Doo                  | Mary Jane          |              |
| 2003 | The Wannabes                | Kirsty             |              |
| 2003 | Dallas 362                  | Redhead            |              |
| 2004 | I Heart Huckabees           | Heather            |              |
| 2005 | Wedding Crashers            | Gloria Cleary      |              |
| 2005 | London                      | Rebecca            |              |
| 2006 | Wedding Daze                | Katie              |              |
| 2007 | The Lookout                 | Luvlee             |              |
| 2007 | The Simpsons Movie          | Consultant         | Scene șterse |
| 2007 | Hot Rod                     | Denise             |              |
| 2008 | Definitely, Maybe           | April              |              |
| 2008 | Horton Hears a Who!         | Dr. Mary Lou Larue | Voce         |
| 2009 | Confessions of a Shopaholic | Rebecca Bloomwood  |              |
| 2010 | Burke and Hare              | Ginny Hawkins      |              |
| 2011 | Rango                       | Beans              | Voce         |
| 2012 | Bachelorette                | Katie              |              |
| 2012 | Cinci eroi de legendă       | Tooth Fairy        | Voce         |
| 2013 | Marele Gatsby               | Myrtle Wilson      |              |
| 2013 | Now You See Me              | Henley Reeves      |              |
| 2013 | Life of Crime               | Melanie Ralston    |              |
| 2015 | Visions                     | Eveleigh           |              |
| 2015 | Klovn Forever               | Rolul ei           | Cameo        |
| 2016 | Grimsby                     | Jodie Figgs        |              |
| 2016 | Nocturnal Animals           | Laura Hastings     |              |
| 2016 | Keeping Up with the Joneses | Karen Gaffney      |              |
| 2018 | Tag                         | Anna Malloy        |              |
| 2019 | The Beach Bum               | Minnie             |              |
| 2019 | Greed                       | Samantha           |              |
| 2020 | Blithe Spirit               | Ruth Condomine     |              |
| 2020 | Godmothered                 | MacKenzie Walsh    |              |
| 2021 | Back to the Outback         | Maddie             | Voce         |

### Televiziune
| An         | Titlu                | Role                   | Note                                  |
| ---------- | -------------------- | ---------------------- | ------------------------------------- |
| 1993       | Bay Cove             | Vanessa Walker         | Serial                                |
| 1993       | Paradise Beach       | Robyn Devereaux Barsby | 2 episoade                            |
| 1994–1997  | Home and Away        | Shannon Reed           | 345 episoade                          |
| 1999       | Oliver Twist         | Bet                    | Miniserial                            |
| 2000       | Sunburn              | Woman                  | 1 episod                              |
| 2000       | Hearts and Bones     | Australian Barmaid     | 1 episod                              |
| 2001       | Attila               | Cerca                  | Miniserial                            |
| 2002       | Beastmaster          | Demon Manaka           | 1 episod                              |
| 2003       | Da Ali G Show        | Thug Bitch (Spyz)      | 1 episod "Belief"                     |
| 2004       | Pilot Season         | Butterfly              | 1 episod                              |
| 2010       | Neighbors from Hell  | Unnamed                | 3 episoade; Voce                      |
| 2011       | Bored to Death       | Rose                   | 2 episoade                            |
| 2013, 2018 | Arrested Development | Rebel Alley            | 13 episoade (sezonul 4–5)             |
| 2015       | Sofia the First      | Button                 | 2 episoade; Voce                      |
| 2018       | Angie Tribeca        | Lana Bobanna           | 1 episod: "Glitch Perfect"            |
| 2020       | Curb Your Enthusiasm | Carol                  | 1 episod                              |
| 2022       | Wolf Like Me         | Mary                   | Rol principal; și producător executiv |